# El amor de su vida
«El amor de su vida» es una canción de la banda estadounidense Grupo Frontera y la banda mexicana Grupo Firme. Fue lanzado como sencillo el 3 de agosto de 2023, al mismo tiempo que su álbum debut de estudio de Grupo Frontera, El comienzo. La canción fue escrita únicamente por Kevyn Mauricio Cruz y Edgar Barrera, quién también se encargó de ser el productor de la canción. 
En 2024, la canción ganó el Grammy Latino para mejor canción regional mexicana.

## Antecedentes y lanzamiento
En julio de 2023, Grupo Frontera había lanzado su sencillo «Ojitos rojos», y en su videoclip, al inicio, se descubre en una radio sonando una canción al estilo musical de la cumbia norteña de Grupo Frontera, y días después de su lanzamiento, la banda declaró que esa era la canción «El amor de su vida» que habían escondido en el videoclip de «Ojitos rojos». Además, días antes del lanzamiento de dicho sencillo, Grupo Frontera en una publicación puso «¿Qué colaboraciones les gustaría ver en un disco de Grupo Frontera?» y según los comentarios, había varios que decían que con otros cantantes querían colaboraciones y otros votaron por Grupo Firme.

## Video musical
El video musical fue lanzado junto con el sencillo y el álbum el 3 de agosto de 2023. El video muestra a los grupos Frontera y Firme interpretando la canción en un área con casas de lujo con entrada de portón, cerca de un pequeño aspersor de agua suave.